# Чжунсян
Чжунся́н (кит. упр. 钟祥, пиньинь Zhōngxiáng) — городской уезд городского округа Цзинмэнь провинции Хубэй (КНР).

## История
Ещё в древние времена здесь находилась одна из столиц царства Чу — город Цзяоин (郊郢).
Во времена империи Хань здесь был образован уезд Инсянь (郢县). В эпоху Троецарствия эти земли стали пограничными, и у древнего Цзяоина были возведены каменные стены, поэтому он получил название Шичэн (石城, «каменный город»). После того, как китайские земли были объединены в империю Цзинь, был учреждён округ Цзинлин (竟陵郡), власти которого разместились в Шичэне.
В эпоху Южных и Северных династий во времена южной империи Сун здесь в 470 году был создан уезд Чаншоу (苌寿县). В эпоху Западной Вэй написание его названия было в 551 году изменено с 苌寿县 на 长寿县, и тогда же была создана область Инчжоу (郢州), власти которой разместились в этих местах.
После монгольского завоевания область Инчжоу стала Аньлуской управой (安陆府), власти которой по-прежнему размещались в уезде Чаншоу. После свержения власти монголов и образования империи Мин Аньлуская управа была в 1376 году понижена в статусе, и стала Аньлуской областью (安陆州); уезд Чаншоу был при этом расформирован, а его земли перешли под прямое управление областных властей. В 1531 году Аньлуская область была вновь поднята в статусе, став Чэнтяньской управой (承天府); на землях, ранее напрямую подчинённых областным властям, был вновь образован уезд, получивший название Чжунсян (钟祥县).
После маньчжурского завоевания Чэнтяньская управа была в составе империи Цин переименована в 1646 году в Аньлускую управу (安陆府); власти управы по-прежнему размещались в уезде Чжунсян. После Синьхайской революции в Китае была проведена реформа административного деления, в результате которой управы были упразднены.
После образования КНР эти земли в 1949 году вошли в состав Специального района Цзинчжоу (荆州专区). В 1970 году Специальный район Цзинчжоу был переименован в Округ Цзинчжоу (荆州地区).
В 1992 году уезд Чжунсян был преобразован в городской уезд.
В 1994 году округ Цзинчжоу был преобразован в городской округ Цзинша (荆沙市).
В 1996 году решением Госсовета КНР городской уезд Чжунсян был передан из состава Цзинша в состав Цзинмэня.

## Административное деление
Городской уезд делится на 1 уличный комитет, 15 посёлков и 1 волость.